# The Bumpy Johnson Album
The Bumpy Johnson Album è il quarto album solista del rapper statunitense Prodigy, membro dei Mobb Deep. Pubblicato il 2 ottobre del 2012, è distribuito da Infamous Records ed è reso disponibile solo tramite download digitale. Metà delle tracce sono già presenti in The Ellsworth Bumpy Johnson EP, pubblicato nel 2011. Nella traccia Twilight un verso è lasciato ad Havoc.
| Recensione | Giudizio |
| ---------- | -------- |
| HipHopDX   | [ 1 ]    |

## Tracce
1. Change – 2:31 (musica: Sid Roams)
2. The One and Only – 3:55 (musica: The Alchemist)
3. Told Ya’ll – 4:29 (musica: Sid Roams)
4. Go Off – 4:25 (musica: Sid Roams)
5. Recipe for Murder – 4:24 (musica: S.C.)
6. Hitman – 3:59 (musica: King Benny)
7. Medicine Man – 3:37 (musica: The Alchemist)
8. For One Night Only – 5:16 (musica: The Alchemist)
9. Twilight – 3:20 (musica: Sid Roams)
10. Black Devil – 3:58 (musica: Sid Roams)
11. Stronger – 4:19 (musica: King Benny)
12. No one Can Do It Like This – 1:53 (musica: Sid Roams)

Durata totale: 46:06